# Schmidtottia monantha
Schmidtottia monantha är en måreväxtart som beskrevs av Ignatz Urban. Schmidtottia monantha ingår i släktet Schmidtottia och familjen måreväxter. Inga underarter finns listade i Catalogue of Life.